# Companhia Sueca das Índias Ocidentais

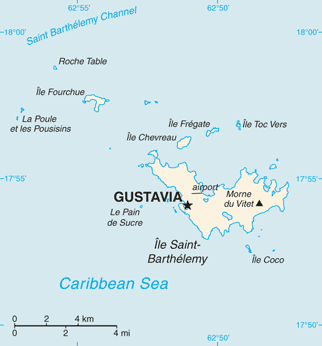
A ilha de São Bartolomeu, onde estava baseada a Companhia Sueca das Índias Ocidentais

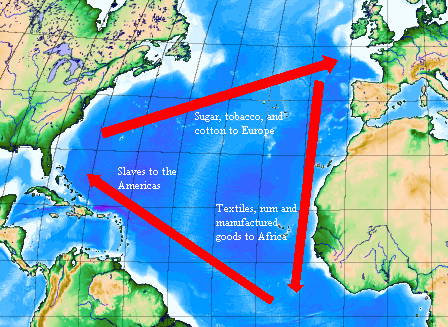
O triângulo do comércio de escravos no Atlântico.

A Companhia Sueca das Índias Ocidentais (em sueco:  Svenska Västindiska Companiet) foi uma companhia majestática estabelecida na Suécia, em 1786, com sede na cidade de Estocolmo, destinada ao comércio com as chamadas  Índias Ocidentais, designação sueca das ilhas do Caribe, isto é das Antilhas e Bahamas.

Os proprietários da companhia eram homens de negócios suecos  e o próprio rei Gustavo III - o maior acionista, com 10% da empresa. Os lucros seriam repartidos entre a Coroa - a quem caberia  25% - e a Companhia – a quem caberia 75%.
Entre 1786 e 1805, a companhia dirigiu as suas atividades comerciais a partir da colónia sueca de São Bartolomeu (Sankt Barthélemy), nas Antilhas, com o objetivo de desenvolver o comércio da Suécia com a região das Antilhas, assim como da América do Sul e da América do Norte.

Por concessão real, a companhia tinha direito a fazer comércio de escravos de Angola e da costa africana (”Kompaniet är fritt att bedriva slavhandel på Angola och den Afrikanska kusten, där sådant är tillåtet.”). A ilha de São Bartolomeu (Sankt Barthélemy) era um porto franco (tullfri hamn) de recebimento, armazenamento e exportação de escravos, usando navios com bandeira sueca. Um importante produto sueco neste contexto eram as correntes e grilheta metálicas com que eram acorrentados os escravos.

Inicialmente um êxito comercial, entrou num período de decadência, com a abolição da escravatura pelos Ingleses e a queda de Napoleão. A companhia foi dissolvida em 1805, e a Suécia acabou por vender a colónia de São Bartolomeu em 1878.